# Arhitektura u 1752.
◄◄ | ◄ | 1749. | 1750. | 1751. | 1752.  | 1753. | 1754. | 1755. | ► | ►►
Arhitektura • Astronomija • Biologija • Glazba • Kazalište • Kemija • Kiparstvo • Knjige • Književnost • Kršćanstvo • Medicina • Politika • Pravo • Promet • Slikarstvo • Znanost
Arhitektura u 1752.

## Hrvatska i u Hrvata

### Zgrade i druge građevine
- Pravoslavna crkva Prijenosa relikvija sv. Nikole u Pačetinu

## Vanjske poveznice
|  | Zajednički poslužitelj ima još gradiva o temi Arhitektura u 1750-im |